# Nordenskjöldovo souostroví
Nordenskjöldovo souostroví (rusky Архипелаг Норденшельда) je skupina asi devadesáti ostrovů ve východní části Karského moře, u pobřeží poloostrova Tajmyr. Neobydlené souostroví náleží ke Krasnojarskému kraji Ruska.
Nevelké ostrovy jsou roztroušeny na území měřícím 80 km ze severu na jih a 100 km ze západu na východ, celková rozloha pevné země činí 309 km². Nejseverněji se nachází největší ostrov Ruský, zbytek souostroví se dělí na pět hlavních skupin: Litkeho ostrovy, Východní ostrovy, Cywolkovy ostrovy, Pachtusovovy ostrovy a Vilkického ostrovy. Na jihu odděluje Matisenův průliv Nordenskjöldovo souostroví od ostrova Tajmyr, který už k němu řazen obvykle nebývá, stejně jako Lafetové ostrovy ležící u jeho východního pobřeží. Ostrovy jsou skalnaté, tvořené magmatickými horninami a pokryté tundrou, nejvyšší vrchol se nachází na ostrově Čabak a má 107 metrů nad mořem. Podnebí je drsné, polární, okolní moře zamrzá na deset měsíců v roce. Faunu tvoří převážně medvěd lední, liška polární a jespák mořský. 
Souostroví objevil roku 1740 zeměměřič Nikifor Čekin, člen Velké severní expedice, který ho ale mylně považoval za součást poloostrova Tajmyr. Bylo bezejmenné do roku 1893, kdy ho navštívil Fridtjof Nansen s lodí Fram a nazval ho podle švédského polárního badatele Adolfa Erika Nordenskjölda. Další průzkum provedl Fjodor Matisen v roce 1900 a výprava Arktického institutu na ledoborci Toros v roce 1937. Pod sovětskou vládou byly zřízeny výzkumné stanice na Ruském ostrově a Tyrtovově ostrově, které zůstaly koncem 20. století opuštěny. V srpnu 1942 došlo ve vodách souostroví k bitvě, v níž německý křižník Admiral Scheer potopil sovětský ledoborec Alexandr Sibirjakov. Roku 1993 se Nordenskjöldovo souostroví stalo součástí Velké arktické rezervace. 